# Aigle
Aigle es una comuna suiza situada en el distrito homónimo, en el cantón de Vaud. Tiene una población estimada, a fines de 2023, de 11 412 habitantes.
El Centro Mundial del Ciclismo, sede de la Unión Ciclista Internacional, está ubicado en la localidad.